# بریونه، ترینتینو
بریونه (به ایتالیایی: Brione) یک منطقهٔ مسکونی در ایتالیا است که در ترنتینو واقع شده‌است. بریونه ۹ کیلومتر مربع مساحت و ۱۲۶ نفر جمعیت دارد.